# Bužim (BiH)
Bužim je naseljeno mjesto i središte općine na krajnjem sjeverozapadu Bosne i Hercegovine. Graniči s općinom Bosanska Krupa (na istoku), gradom Cazinom (na jugu), općinom Velika Kladuša (na zapadu i sjeveru), te s Republikom Hrvatskom (na sjeveroistoku). Područje općine je uglavnom brdovito.
Prema istoku se pružaju Čava i Dobro Selo uz regionalnu cestu Bužim – Bosanska Otoka – Bosanska Krupa, odnosno Bosanska Otoka – Bosanski Novi. Osim toga Bužim je povezan s Bihaćem i Banjom Lukom. Pravac prema jugu vodi preko Konjodora za Cazin i dalje prema Bihaću, a pravac prema Dvoru na Uni vodi preko Zaradostova i Bućevaca. Pravac prema zapadu ide preko Lubarde, Pašina Broda, Todorova do Velike Kladuše (na zapad). Pravac Bužim – Varoška Rijeka – Radića Most – Vrnograč – Velika Kladuša i dalje prema Zagrebu, odnosno Radića Most – Bosanska Bojna – Glina – Zagreb.

## Stanovništvo

### Popisi 1971. – 1991.

#### Bužim (naseljeno mjesto), nacionalni sastav
| Bužim              |                |                |                |
| godina popisa      | 1991.          | 1981.          | 1971.          |
| Muslimani          | 1643 (96,81 %) | 1468 (94,70 %) | 1275 (97,17 %) |
| Srbi               | 20 (1,17 %)    | 20 (1,29 %)    | 29 (2,21 %)    |
| Hrvati             | 3 (0,17 %)     | 7 (0,45 %)     | 2 (0,15 %)     |
| Jugoslaveni        | 10 (0,58 %)    | 37 (2,38 %)    | 0              |
| ostali i nepoznato | 21 (1,23 %)    | 18 (1,16 %)    | 6 (0,45 %)     |
| ukupno             | 1697           | 1550           | 1312           |

### Popis 2013.
| Stanovništvo općine Bužim |                  |
| godina popisa             | 2013.            |
| Bošnjaci                  | 19.207 (99,31 %) |
| Hrvati                    | 8 (0,04 %)       |
| Srbi                      | 1 (0,01 %)       |
| ostali i nepoznato        | 124 (0,64 %)     |
| ukupno                    | 19.340           |

| Bužim – naseljeno mjesto |                |
| godina popisa            | 2013.          |
| Bošnjaci                 | 2171 (99,09 %) |
| Hrvati                   | 1 (0,05 %)     |
| Srbi                     | 1 (0,05 %)     |
| ostali i nepoznato       | 18 (0,82 %)    |
| ukupno                   | 2191           |

## Naseljena mjesta
Općinu Bužim sačinjavaju sljedeća naseljena mjesta:
Bag, 
Bužim, 
Dobro Selo, 
Konjodor, 
Lubarda, 
Mrazovac i 
Varoška Rijeka.

## Povijest
Područje bužimske općine bilo je naseljeno prije dolaska Rimljana u ove krajeve. Stanovništvo ovog područja bavilo se zemljoradnjom, stočarstvom, vađenjem i taljenjem ruda, te trgovinom. Postojanje kovnice novca u 14. stoljeću govori kako je trgovina za ondašnje prilike bila razvijena. 
Bužim je poznat u Hrvatskoj jer se za Bužim veže znamenita obitelj knezova Keglevića. Nakon 12 stoljeća, područje je dio Zagrebačke županije i biskupije. U staro doba poznat je kraj današnjeg Bužima u kotaru Krupskom pod imenom Čava. Nije poznato kako i kad je Bužim dospio pod vlast knezova Celjskih. Valjda se to dogodilo u isto doba kada su Celjski zavladali Krupskim gradom (1429.).
Godine 1576. osmanski Ferad paša zauzeo je Bužim. Osmanlije u grad postaviše veliku posadu od 50 konjanika i 130 pješaka. Zadnji veliki pokušaj povratka Bužima dogodio se je 1578. godine kada je ban Kristof Ungand s vojskom došao pod grad ali nije ga uspio zauzeti. Također je 1737. godine General Karlovački Cetin opsjedao grad Bužim. Nakon što je Ali-paša 4. kolovoza iste godine razbio austrijsku vojsku kod Banjaluke i Cetin se morao povući.
Današnji stanovnici Bužima pripovjedaju da je bužim osvojilo 8 Turaka, a zvali su se: Šahin, Čerkin, Kalauz, Sikleuša, Harčeta, Abdija, Pajalin i Selim, ovaj zadnji je bio Cigan a od njega je potekla Elkasova Rijeka.
Stari grad Bužim bio je utvrda a oko njega su bila naselja. Stari grad leži na nadmorskoj visini od 325 metara. Bio je jedan od najvećih gradova u Krajini, a čuvali su ga dizdari i stražari. Branjen je puškama i topovima. Na ovom velikom srednjovjekovnom zdanju ističu se donzon kule, puškarnice, odaje tamnice, bastioni i tabije (bedemi, utvrde) s ostatcima zidova stare džamije. Grad je renesansna građevina koja je bila vojna utvrda i plemićki dvorac. Ispod grada nalazi se drvena džamija s drvenim minaretom, sagrađena u 18. stoljeću, a koju se smatra najstarijom drvenom džamijom na čitavom Balkanu. Unutrašnjost džamije je tipično orijentalna: prekrivaju je stari šareni ćilimi, a tu su i stari orijentalni dokumenti i mala priručna knjižnica vjerskih i svjetovnih knjiga. U haremu ove džamije su nišani alima (učenjaka), gazija (junaka), šehida (poginulih u boju) uz daleko poznate fenomene hadžijskog kamenja, džumanskih dova i mezarovi.

## Gospodarstvo
S obzirom na reljef, poljoprivredne površine su teško obradive, a velika pažnja se pridaje stočarstvu. Šumsko bogatstvo je veliko, ali slabo iskoristivo, jer prevladava grab.
U općini Bužim se nalazi najveći rudnik mangana u Bosni i Hercegovini, koji, međutim, više ne radi jer se iskorištavanje rude ne isplati. Postoje i velika ležišta pješčenjaka i dolomita koji se intenzivno iskopavaju, pod nadzorom najveće bužimske tvrtke za proizvodnju građevinskog materijala.

## Poznate osobe
- Izet Nanić
- Josip Jelačić
- Husein Bilal Bosnić

## Manifestacije
Održavaju se Slobodarski dani viteškog grada Bužima.

## Šport
U Bužimu postoji 21 športski klub, od kojih su neki:
- nogometni klub Vitez, najpoznatiji i najstariji športski kolektiv općine
- nogometni klub Mangan
- taekwondo klub "Asim Bajrektarević – Hamza", čiji su članovi često reprezentativci BiH
- taekwondo klub "Fadil Bajrektarević – Gazija"
- odbojkaški klub Bužim (muški i ženski klub)
- košarkaški klub Bužim
- rukometni klub Bužim
- OKI Bužim
- malonogometni klub Galeb
- šahovski klub Bužim
- Klub ekstremnih sportova Exit
- karate klub Bužim.

Od 1997. održava se Memorijalni malonogometni turnir Izet Nanić.

## Vanjske poveznice
- Službena stranica  Arhivirana inačica izvorne stranice od 14. studenoga 2019. (Wayback Machine)